# Antonia Lottnerová

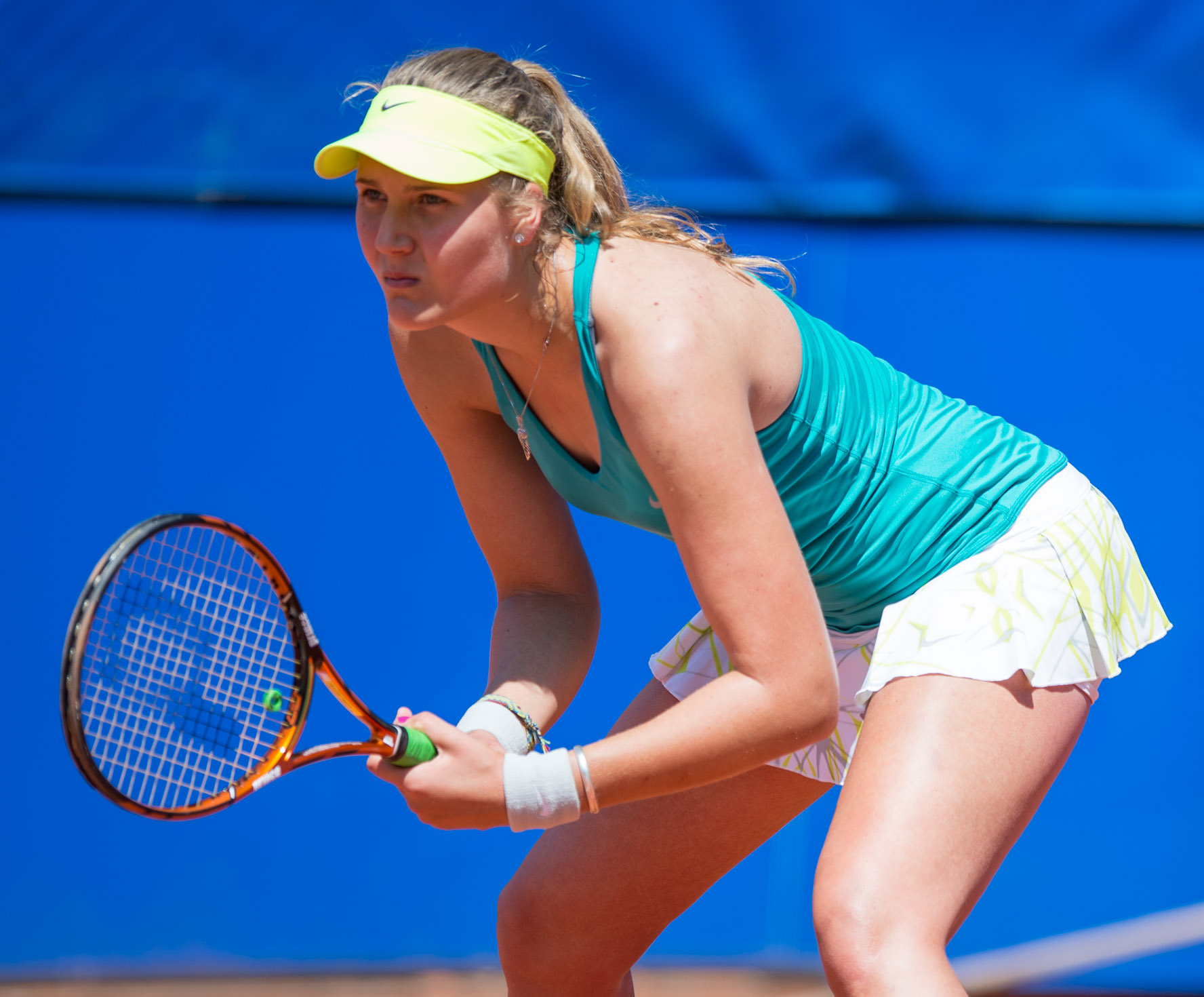
Příjem na Nürnberger Versicherungscupu 2014, kde debutovala na okruhu WTA Tour

Antonia Lottnerová, nepřechýleně Lottner (* 13. srpna 1996 Kaiserswerth, Düsseldorf) je německá profesionální tenistka. Ve své dosavadní kariéře na okruhu WTA Tour nevyhrála žádný turnaj. V rámci okruhu ITF získala do května 2018 sedm titulů ve dvouhře a šest ve čtyřhře.
Na žebříčku WTA byla ve dvouhře nejvýše klasifikována v červenci 2017 na 139. místě a ve čtyřhře pak v dubnu 2015 na 131. místě. Na juniorském kombinovaném žebříčku ITF nejvýše figurovala během července 2012, když jí patřila 3. příčka.
V německém fedcupovém týmu debutovala v roce 2018 čtvrtfinálem Světové skupiny proti Bělorusku, v němž vyhrála nad Sasnovičovou a podlehla Sabalenkové. Němky zvítězily 3:2 na zápasy. Do roku 2019 v soutěži nastoupila k jedinému mezistátnímu utkání s bilancí 1–1 ve dvouhře a 0–0 ve čtyřhře.

## Tenisová kariéra
V rámci hlavních soutěží událostí okruhu ITF debutovala v srpnu 2010, když na turnaji v Braunschweigu s dotací 10 tisíc dolarů postoupila z kvalifikace jako šťastná poražená. V úvodním kole porazila Polku Agatu Baranskou a následně ji vyřadila krajanka Alexandra Kieslová. Premiérový singlový titul v této úrovni tenisu vybojovala během října 2011 na stockholmském turnaji s rozpočtem deset tisíc dolarů. Ve finále přehrála Nizozemku Quirine Lemoineovou po třísetovém průběhu.
V singlu okruhu WTA Tour debutovala na květnovém Nürnberger Versicherungscupu 2014 v Norimberku, kam jí organizátoři udělili divokou kartu. Na úvod podlehla bělgické tenistce Alison Van Uytvanckové. První vyhraný zápas vybojovala na travnatém Ricoh Open 2017, konaném v červnovém Rosmalenu. V prvním kole jako postoupivší kvalifikantka porazila nejvýše nasazenou světovou šestku Dominiku Cibulkovou, čímž si připsala první vítězství nad členkou elitní světové desítky. Ve druhé fázi však nenašla recept na Rusku Jevgeniji Rodinovou.
Do čtvrtfinále túry WTA se poprvé podívala na letním antukovém Ladies Championship Gstaad 2017 po výhrách nad Švýcarkami Viktorijí Golubicovou a Patty Schnyderovou, když už v kvalifikaci porazila další zástupkyni helvetského kříže Xenii Knollovou. Mezi poslední osmičkou hráček však nestačila na Češku Terezu Martincovou. Finále série WTA 125 odehrála na listopadovém Open GDF Suez de Limoges 2017, kde ji v boji o titul zdolala Rumunka Monica Niculescuová po dvousetovém průběhu.
Ve čtyřhře se probojovala do semifinále čtyřhry Porsche Tennis Grand Prix 2014, stuttgartském turnaji z kategorie Premier, do něhož nastoupila s krajankou Annou Zajovou. V semifinálovém duelu však podlehly turnajovým dvojkám Caře Blackové a Sanii Mirzaové.
Debut v hlavní soutěži nejvyšší grandslamové kategorie přišel v ženském singlu US Open 2016 po zvládnuté tříkolové kvalifikaci, v níž na její raketě postupně dohrály švýcarská tenistka Amra Sadikovićová, Britka Tara Mooreová a Francouzka Myrtille Georgesová. V úvodním kole však nenašla recept na Američanku Vanii Kingovou, hrající na divokou kartu.

## Finále série WTA 125
| Legenda                  |
| ------------------------ |
| D – dvouhra; Č – čtyřhra |
| WTA 125 (0–1 D)          |

### Dvouhra: 1 (0–1)
| Stav       | č. | datum              | turnaj           | povrch    | soupeřka ve finále  | výsledek |
| ---------- | -- | ------------------ | ---------------- | --------- | ------------------- | -------- |
| Finalistka | 1. | 12. listopadu 2017 | Limoges, Francie | tvrdý (h) | Monica Niculescuová | 4–6, 2–6 |

## Finále na okruhu ITF
| Dotace turnajů okruhu ITF | Dotace turnajů okruhu ITF |
| ------------------------- | ------------------------- |
| 100 000 $ tournaments     | 80 000 $ tournaments      |
| 75 000 $ tournaments      | 60 000 $ tournaments      |
| 50 000 $ tournaments      | 25 000 $ tournaments      |
| 15 000 $ tournaments      | 10 000 $ tournaments      |

### Dvouhra: 8 (7–1)
| Stav       | č. | datum             | turnaj                   | povrch      | soupeřka ve finále     | výsledek           |
| ---------- | -- | ----------------- | ------------------------ | ----------- | ---------------------- | ------------------ |
| Vítězka    | 1. | 31. října 2011    | Stockholm, Švédsko       | tvrdý       | Quirine Lemoineová     | 4–6, 6–4, 7–5      |
| Vítězka    | 2. | 18. února 2013    | Mâcon, Francie           | tvrdý (h)   | Anna Remondinová       | 7–5, 7–5           |
| Vítězka    | 3. | 17. června 2013   | Kolín nad Rýnem, Německo | antuka      | Anastasija Vasyljevová | 4–6, 6–4, 7–5      |
| Vítězka    | 4. | 18. srpna 2014    | Braunschweig, Německo    | antuka      | Conny Perrinová        | 6–3, 6–3           |
| Vítězka    | 5. | 12. ledna 2015    | Stuttgart, Německo       | tvrdý (h)   | Pemra Özgenová         | 3–6, 6–3, 6–2      |
| Finalistka | 1. | 16. února 2015    | Altenkirchen, Německo    | koberec (h) | Carina Witthöftová     | 3–6, 4–6           |
| Vítězka    | 6. | 4. července 2016  | Versmold, Německo        | antuka      | Tereza Smitková        | 3–6, 7–5, 6–3      |
| Vítězka    | 7. | 25. července 2016 | Praha, Česko             | antuka      | Carina Witthöftová     | 7–6(8–6), 1–6, 7–5 |

### Čtyřhra (6 titulů)
| č. | datum             | turnaj                 | povrch      | spoluhráčka         | poražené finalistky                     | výsledek         |
| -- | ----------------- | ---------------------- | ----------- | ------------------- | --------------------------------------- | ---------------- |
| 1. | 16. července 2012 | Darmstadt, Německo     | antuka      | Julia Kimmelmannová | Martina Borecká Petra Krejsová          | 6–3, 6–1         |
| 2. | 18. února 2013    | Mâcon, Francie         | tvrdý (h)   | Darja Salnikovová   | Francesca Palmigianová Anna Remondinová | 6–4, 5–7, [10–7] |
| 3. | 3. listopadu 2014 | Šarm aš-Šajch, Egypt   | tvrdý       | Laura Siegemundová  | Olga Jančuková Nastja Kolarová          | 6–1, 6–1         |
| 4. | 16. února 2015    | Altenkirchen, Německo  | koberec (h) | Ana Vrljićová       | Sandra Klemenschitsová Tatjana Mariová  | 6–4, 3–6, [11–9] |
| 5. | 22. února 2016    | Kreuzlingen, Švýcarsko | koberec (h) | Amra Sadikovićová   | Tena Lukasová Bernarda Peraová          | 5–7, 6–2, [10–5] |
| 6. | 25. dubna 2016    | Chiasso, Švýcarsko     | antuka      | Anne Schäferová     | Olga Brózdová Katarzyna Kawová          | 6–1, 6–1         |